# Gergovia (groupe)
Gergovia est un groupe (one man band) de black metal français, originaire de Clermont-Ferrand, en Auvergne.

## Biographie
Gergovia est formé en 2004 par le multi-instrumentiste Lord Necron afin de pouvoir composer sa musique sans les contraintes d'un groupe, pas de compromis vis-à-vis d'autres musiciens, des compositions simples et directes et des enregistrements effectués dans son propre studio, le Endless Sound Studio. Necron jouait auparavant dans beaucoup de groupes en tant que batteur et chanteur, notamment Endless Agony avec lequel il enregistre trois albums.
En septembre 2004 sort le premier album de Gergovia, intitulé Déclaration de guerre, dans sa version démo. L'album reçoit un très bon accueil de l'underground[réf. nécessaire] et fort de cet accueil, Necro signe avec le label autrichien CCP Records, sur lequel parait la version officielle de Déclaration de guerre,. Tout juste un an après, en avril 2006 c'est Coulée de lave qui sort lui aussi sur le label autrichien,.
Juin 2007 marque un tournant dans la carrière de Gergovia, avec la sortie du troisième album intitulé Si vis pacem para bellum, et un changement de label. C'est sur le label français Occultum Productions que sort ce nouvel album. Necron s'accompagne d'invités pour l'aider dans ce nouvel élan. Guillaume (Ad vacuum) s'occupe des solos de guitare, et Damien, chanteur du groupe Furia, se charge des chœurs. En septembre 2008, Gergovia publie son quatrième album, Memento mori, sur Endless Sound Records, le propre label discographique de Necron, Occultum ayant mis la clef sous la porte. Octobre 2009 voit la sortie de Comme le christ sur la croix, le cinquième album de Gergovia, et toujours sur le label Endless Sound Records. Guillaume et Damien sont toujours présent pour épauler Necron dans ses enregistrements. En 2009 est réédité Si vis pacem para bellum
En décembre 2010, Gergovia publie l'album Silence! Comme son nom l'indique, l'album parle du silence sous toutes ses formes, un album très froid et vraiment lourd d'atmosphères sombres. En avril 2012, le groupe publie son nouvel album Morituri te salutant, toujours produit au label Endless Sound Records.
À la fin de 2014, le groupe annonce son huitième album studio, Au crépuscule des glaces, le 15 juin 2015, via Endless Sound Records,. Ce nouvel album marque un tournant dans l'évolution musical de GERGOVIA, mixé par Maître Stephan Bayle et masterisé au LB Lab le studio de Stéphane Buriez, l'album est plus sombre et noir que ces prédécesseur, l'apparition d'influences death, indus' voient le jour et surtout la production et à la hauteur de la musique du one man band. Le 30 mars 2016, le groupe publie les rééditions de ses anciens albums qu'il publie sur son compte Bandcamp. 
Mars 2018 voit la sortie de "Marcher sur les ruines", l'album le plus travaillé et abouti de Lord Necron. Pour cela il s'est entouré de plusieurs musiciens: Lord Antrum Mortis, qui s'est chargé de toutes les orchestrations, SirDek qui lui s'est occupé de toute la partie Indus' de l'album, de MgRch et de Seb pour les solos de guitares. Toujours enregistré, mixé et masterisé au Endless Sound Studio l'album est puissant et continue d'accentuer les influences insufflées par l'album précédents.

## Style musical
Les thèmes abordés par Necron dans les chansons de Gergovia sont basés sur les Gaulois, la mort, la misanthropie et les guerres. Tous les textes des albums de Gergovia parlent du même thème à la manière d'un album concept. Le style musical, quant à lui, est orienté black metal froid et sombre, et les chants sont en français. Aujourd'hui les thèmes sont plus généralistes mais toujours identitaires.

## Membres

### Membres actuels
- Lord Necron – tous instruments, textes, compositions (depuis 2004)[1]

### Musiciens de session
- Guillaume  – guitare solo
- Damien – chœurs
- Horghlaert – synthétiseur (sur Déclaration de guerre et Coulée de lave)
- Ur-Ian – guitare
- Zagan – guitare
- Mg Rch
- Samoth.De
- SirDek
- Lord Antrum Mortis

## Discographie
- 2005 : Déclaration de guerre
- 2006 : Coulée de lave
- 2007 : Si vis pacem para bellum

- 2008 : Memento mori
- 2009 : Comme le christ sur la croix
- 2010 : Silence!
- 2012 : Morituri te salutant
- 2015 : Au crépuscule des glaces
- 2018 : Marcher sur les ruines
- 2020 : In requiem aeternam

- 2015 : Au crépuscule des glaces